# ジュリアン・ラプノー
ジュリアン・ラプノー（Julien Rappeneau）は、フランスの脚本家。

## 作品
- ケープタウン
- 最後のマイ・ウェイ
- ラルゴ・ウィンチ -裏切りと陰謀-
- ラルゴ・ウィンチ 宿命と逆襲
- 幸せはシャンソニア劇場から
- サイン・オブ・デス
- あるいは裏切りという名の犬
- ボン・ヴォヤージュ